# Kira Carstensen
Kira Carstensen (, ) é uma cineasta. Como reconhecimento, foi nomeado ao Oscar 2012 na categoria de Melhor Documentário em Curta-metragem por The Tsunami and the Cherry Blossom.